# Sorans-lès-Breurey
Sorans-lès-Breurey est une commune française située dans le département de la Haute-Saône, la région culturelle et historique de Franche-Comté et la région administrative Bourgogne-Franche-Comté.

## Géographie
A l'exception du hameau de They, le village est situé dans la vallée de la Buthiers, affluent rive droite de l'Ognon,  qui traverve du nord au sud le territoire de la commune.
La D 15 reliant l'Est à l'Ouest de la Haute-Saône traverse la commune.

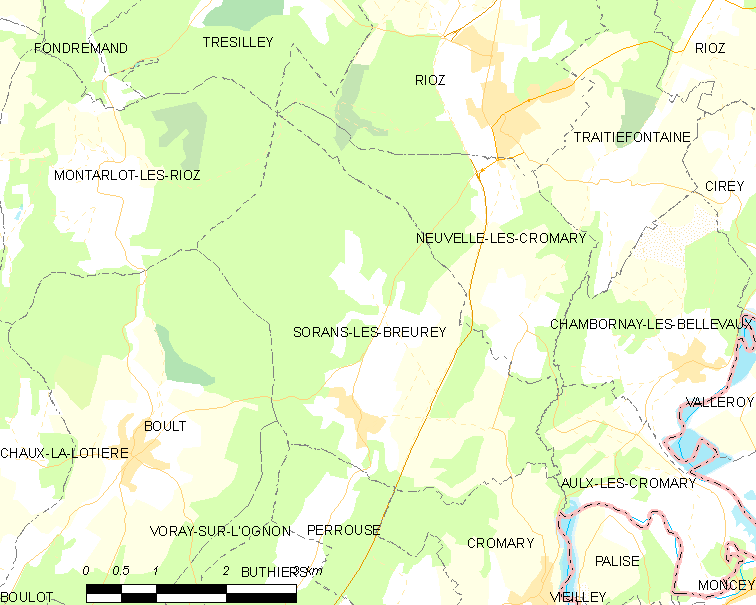
Situation de Sorans-lès-Breurey.

### Climat
Pour des articles plus généraux, voir Climat de la Bourgogne-Franche-Comté et Climat de la Haute-Saône.
En 2010, le climat de la commune est de type climat des marges montargnardes, selon une étude du Centre national de la recherche scientifique s'appuyant sur une série de données couvrant la période 1971-2000. En 2020, Météo-France publie une typologie des climats de la France métropolitaine dans laquelle la commune est exposée à un climat semi-continental et est dans la région climatique  Lorraine, plateau de Langres, Morvan, caractérisée par un hiver rude (1,5 °C), des vents modérés et des brouillards fréquents en automne et hiver. 
Pour la période 1971-2000, la température annuelle moyenne est de 10,2 °C, avec une amplitude thermique annuelle de 17,3 °C. Le cumul annuel moyen de précipitations est de 1 069 mm, avec 12,2 jours de précipitations en janvier et 9,9 jours en juillet. Pour la période 1991-2020, la température moyenne annuelle observée sur la station météorologique de Météo-France la plus proche, « Rioz », sur la commune de Rioz à 3 km à vol d'oiseau, est de 11,2 °C et le cumul annuel moyen de précipitations est de 1 084,6 mm. 
La température maximale relevée sur cette station est de 39,6 °C, atteinte le 25 juillet 2019 ; la température minimale est de −21,8 °C, atteinte le 20 décembre 2009,,. 
Les paramètres climatiques de la commune ont été estimés pour le milieu du siècle (2041-2070) selon différents scénarios d'émission de gaz à effet de serre à partir des nouvelles projections climatiques de référence DRIAS-2020. Ils sont consultables sur un site dédié publié par Météo-France en novembre 2022.

## Urbanisme

### Typologie
Au 1er janvier 2024, Sorans-lès-Breurey est catégorisée commune rurale à habitat dispersé, selon la nouvelle grille communale de densité à sept niveaux définie par l'Insee en 2022.
Elle est située hors unité urbaine. Par ailleurs la commune fait partie de l'aire d'attraction de Besançon, dont elle est une commune de la couronne,. Cette aire, qui regroupe 310 communes, est catégorisée dans les aires de 200 000 à moins de 700 000 habitants,.

### Occupation des sols
L'occupation des sols de la commune, telle qu'elle ressort de la base de données européenne d’occupation biophysique des sols Corine Land Cover (CLC), est marquée par l'importance des forêts et milieux semi-naturels (62,8 % en 2018), une proportion sensiblement équivalente à celle de 1990 (62,4 %). La répartition détaillée en 2018 est la suivante : 
forêts (61,4 %), terres arables (19,1 %), zones agricoles hétérogènes (16,4 %), zones urbanisées (1,7 %), milieux à végétation arbustive et/ou herbacée (1,3 %). L'évolution de l’occupation des sols de la commune et de ses infrastructures peut être observée sur les différentes représentations cartographiques du territoire : la carte de Cassini (XVIIIe siècle), la carte d'état-major (1820-1866) et les cartes ou photos aériennes de l'IGN pour la période actuelle (1950 à aujourd'hui).

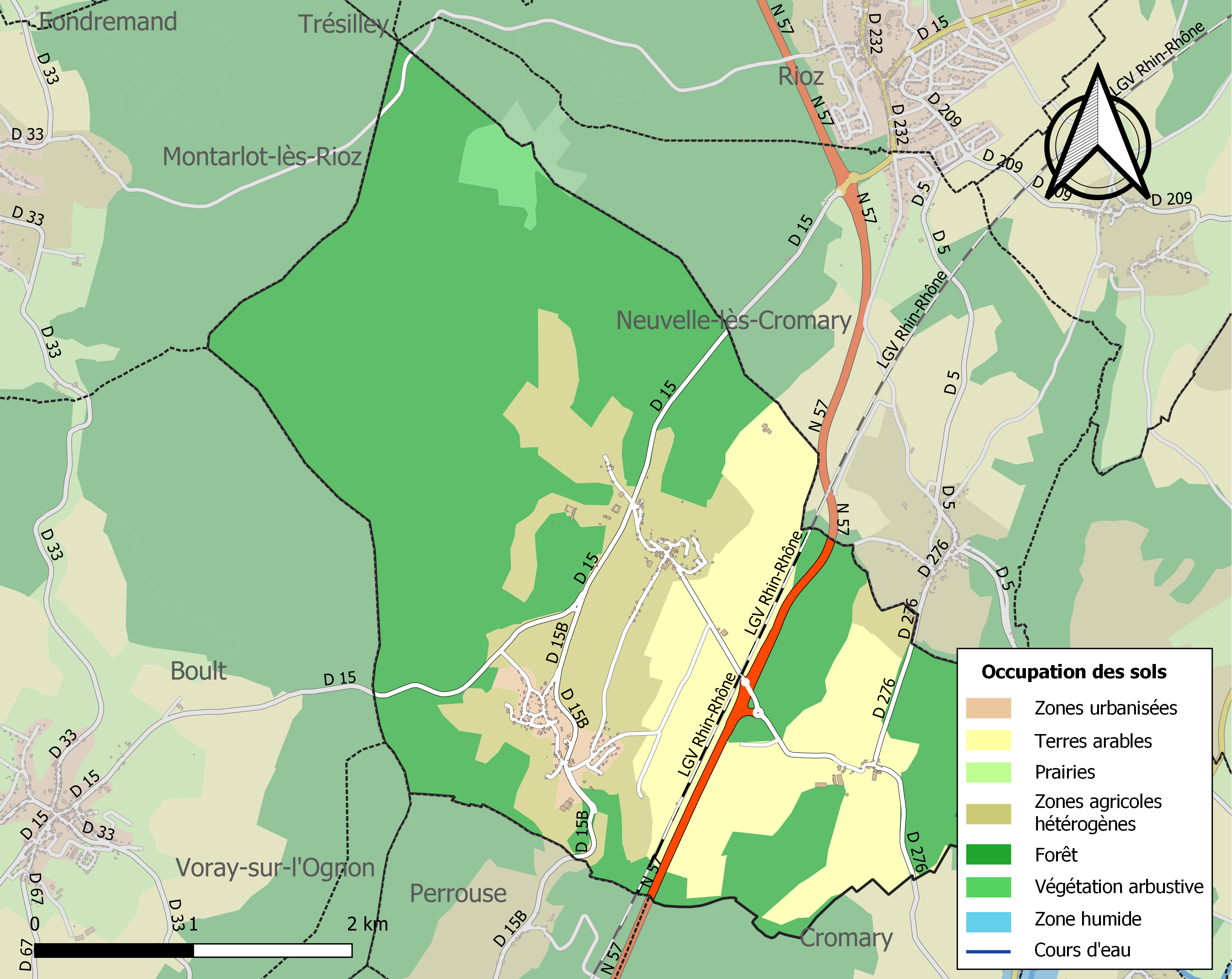
Carte des infrastructures et de l'occupation des sols de la commune en 2018 (CLC).

## Histoire
La commune de Sorans, constituée lors de la Révolution française, absorbe en 1807 celles de Breurey-lès-Sorans, de Neuvelle-lès-Cromary  et de They.
Neuvelle-lès-Cromary recouvre son autonomie communale en 1831.

## Politique et administration

Carte départementale représentant en rouge la communauté de communes du Pays Riolais.

### Rattachements administratifs et électoraux
La commune fait partie de l'arrondissement de Vesoul du département de la Haute-Saône,  en région Bourgogne-Franche-Comté. Pour l'élection des députés, elle dépend de la première circonscription de la Haute-Saône.
Elle fait partie depuis 1793 du canton de Rioz. Dans le cadre du redécoupage cantonal de 2014 en France, ce canton s'accroît et passe de 27 à 52 communes.

### Intercommunalité
La commune est membre de la communauté de communes du Pays riolais, créée le 29 décembre 1999.

### Liste des maires
| Période                                  | Période                       | Identité     | Étiquette | Qualité                        |
| ---------------------------------------- | ----------------------------- | ------------ | --------- | ------------------------------ |
| Les données manquantes sont à compléter. |                               |              |           |                                |
| mars 2001                                | En cours (au 17 juillet 2015) | Rémy Munerot |           | Réélu pour le mandat 2014-2020 |

## Démographie
L'évolution du nombre d'habitants est connue à travers les recensements de la population effectués dans la commune depuis 1793. Pour les communes de moins de 10 000 habitants, une enquête de recensement portant sur toute la population est réalisée tous les cinq ans, les populations de référence des années intermédiaires étant quant à elles estimées par interpolation ou extrapolation. Pour la commune, le premier recensement exhaustif entrant dans le cadre du nouveau dispositif a été réalisé en 2007.

En 2022, la commune comptait 433 habitants, en évolution de −0,69 % par rapport à 2016 (Haute-Saône : −1,4 %, France hors Mayotte : +2,11 %).
| 1793 | 1800 | 1806 | 1821 | 1831 | 1836 | 1841 | 1846 | 1851 |
| ---- | ---- | ---- | ---- | ---- | ---- | ---- | ---- | ---- |
| 277  | 232  | 295  | 752  | 570  | 464  | 518  | 561  | 522  |

| 1856 | 1861 | 1866 | 1872 | 1876 | 1881 | 1886 | 1891 | 1896 |
| ---- | ---- | ---- | ---- | ---- | ---- | ---- | ---- | ---- |
| 536  | 412  | 343  | 335  | 333  | 303  | 300  | 284  | 301  |

| 1901 | 1906 | 1911 | 1921 | 1926 | 1931 | 1936 | 1946 | 1954 |
| ---- | ---- | ---- | ---- | ---- | ---- | ---- | ---- | ---- |
| 254  | 252  | 263  | 194  | 203  | 182  | 177  | 176  | 143  |

| 1962 | 1968 | 1975 | 1982 | 1990 | 1999 | 2006 | 2007 | 2012 |
| ---- | ---- | ---- | ---- | ---- | ---- | ---- | ---- | ---- |
| 161  | 146  | 167  | 196  | 250  | 345  | 384  | 389  | 420  |

| 2017 | 2022 | - | - | - | - | - | - | - |
| ---- | ---- | - | - | - | - | - | - | - |
| 441  | 433  | - | - | - | - | - | - | - |

## Économie
- Ferme bio de They Créée en 1984 et labellisée Quali Famille depuis 2014, par Atout France[réf. nécessaire].

## Culture locale et patrimoine

### Lieux et monuments
- Château de Sorans-lès-Breurey
- Maison forte de Sorans-lès-Breurey : Château du XVIe siècle construit par Étienne de Labrey, transformé en ferme fortifiée, actuellement inoccupée[19].
- Eglise de They en Sorans du XIIIe siècle avec son chœur gothique et, dans sa chapelle, un retable baroque.
- Lavoirs[20]
- Vallée de la Buthiers.

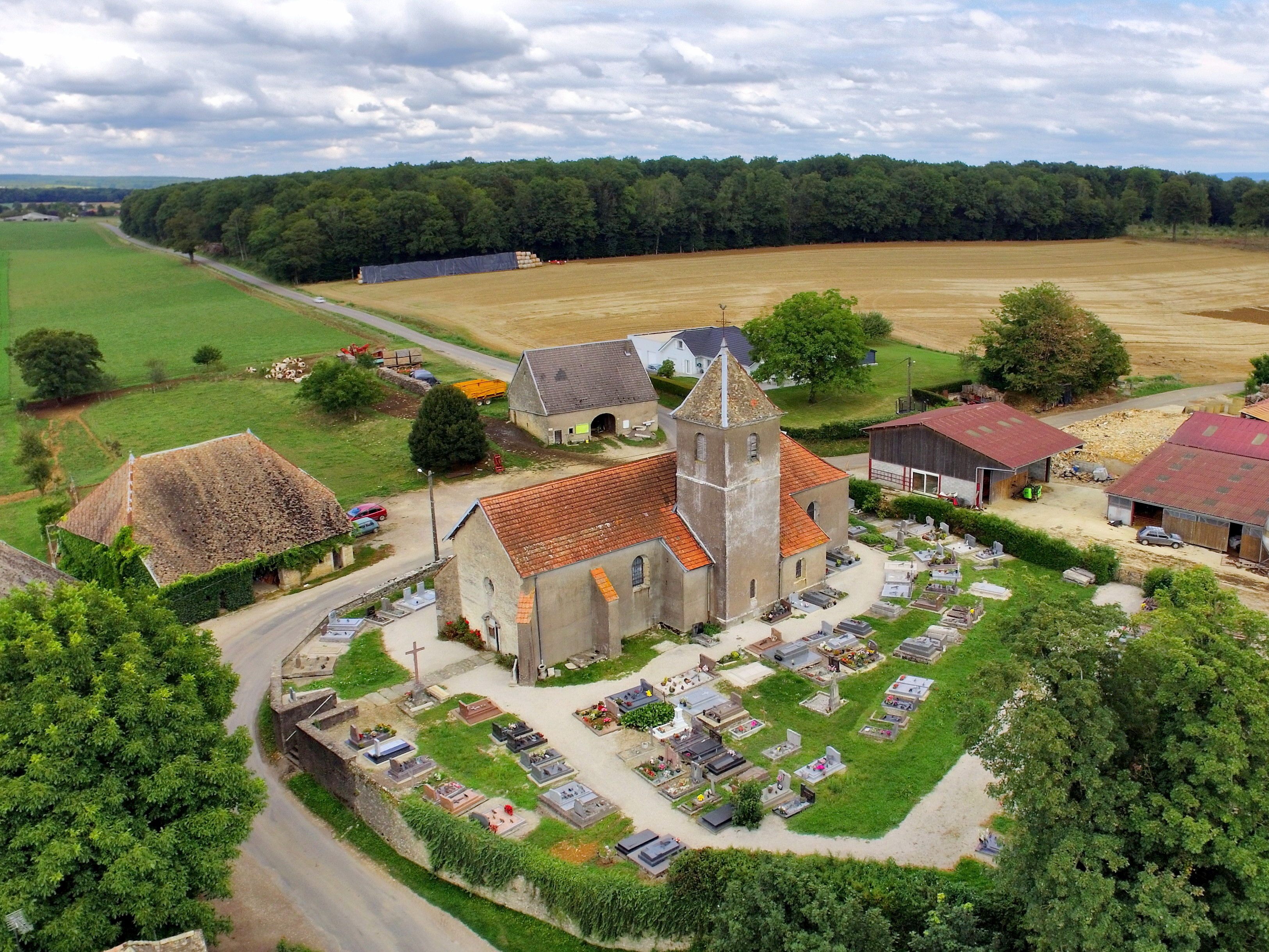
L'église de They-en-Sorans.
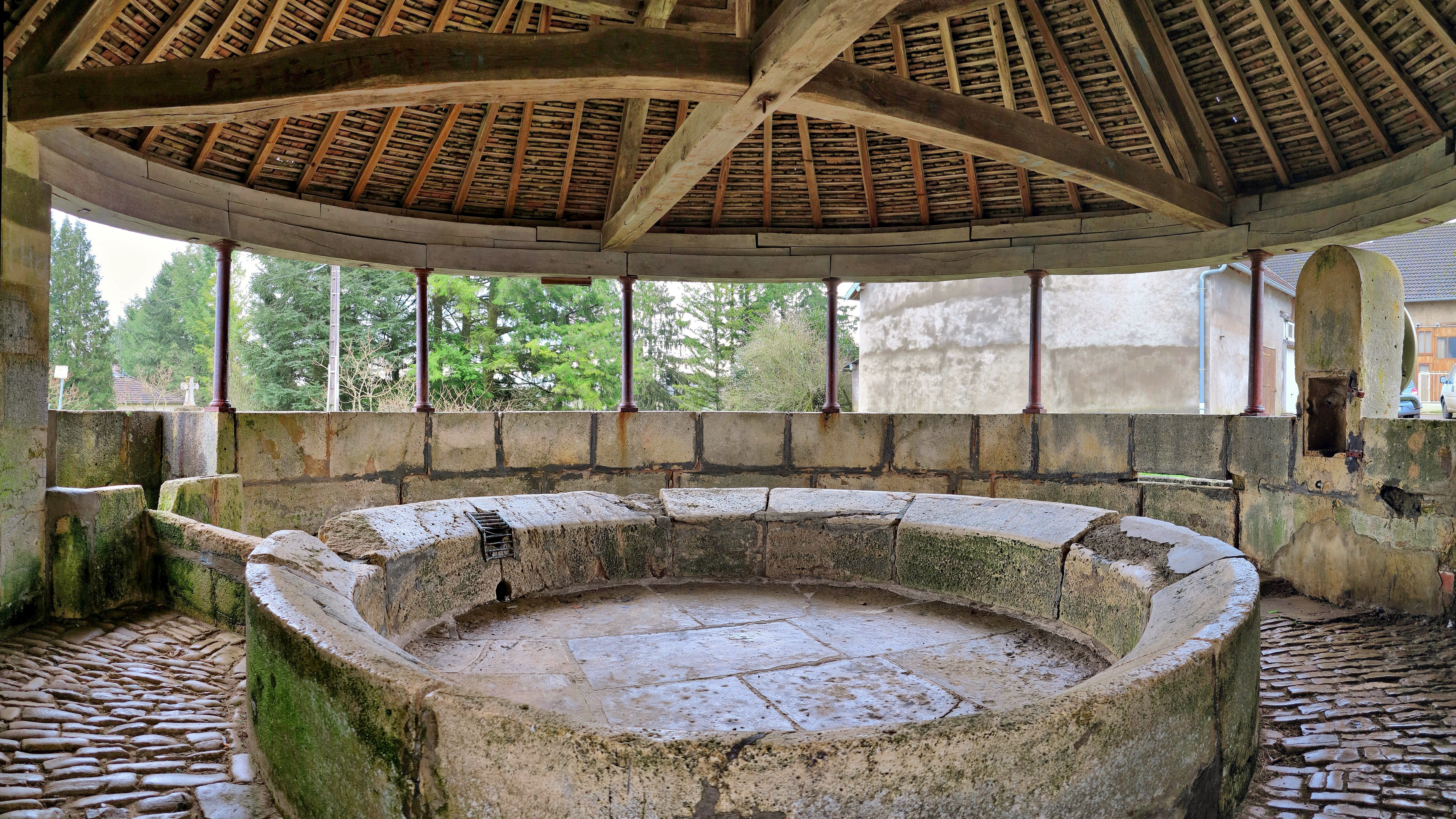
Le lavoir rond couvert.
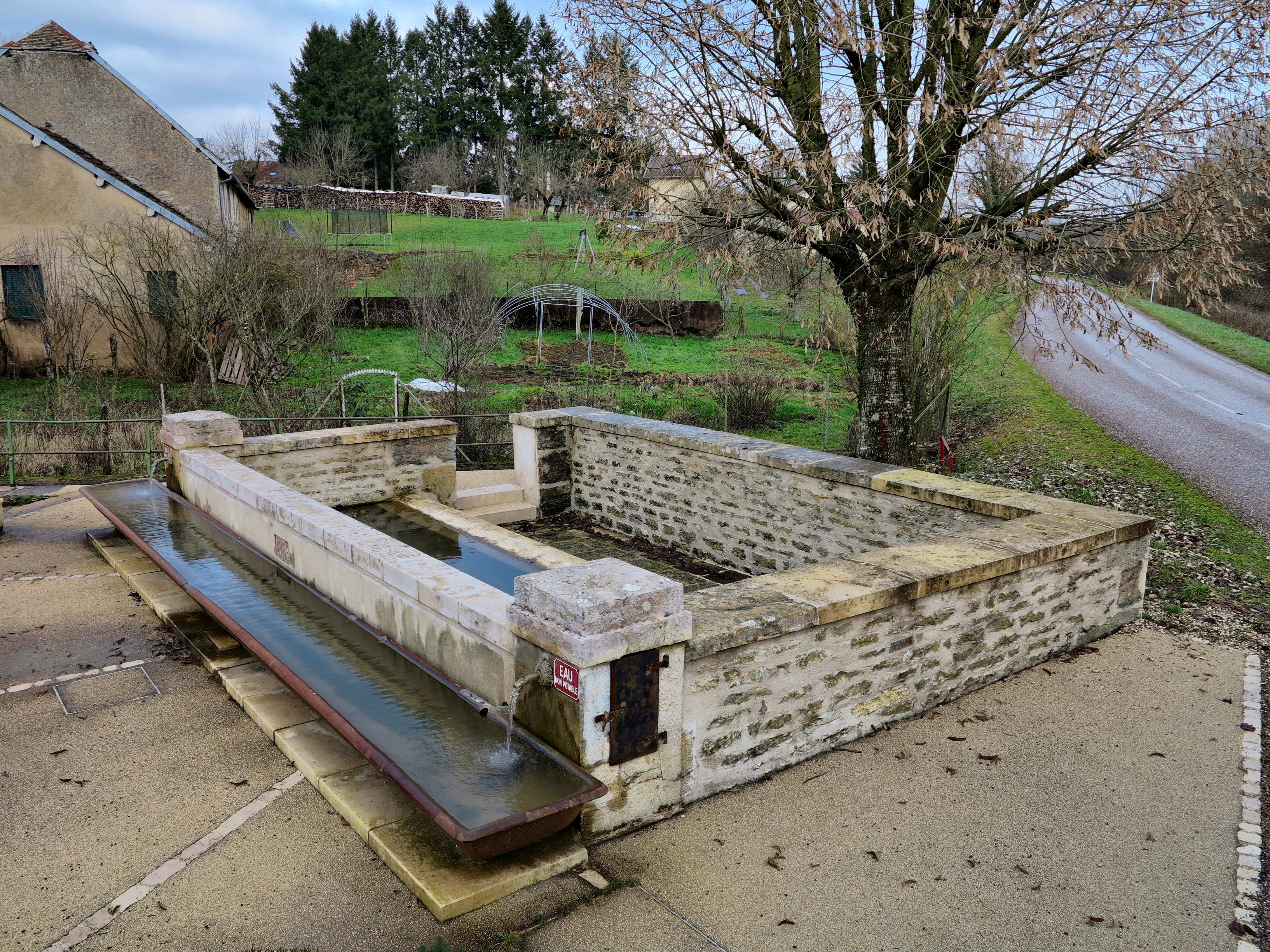
Le lavoir-abreuvoir.
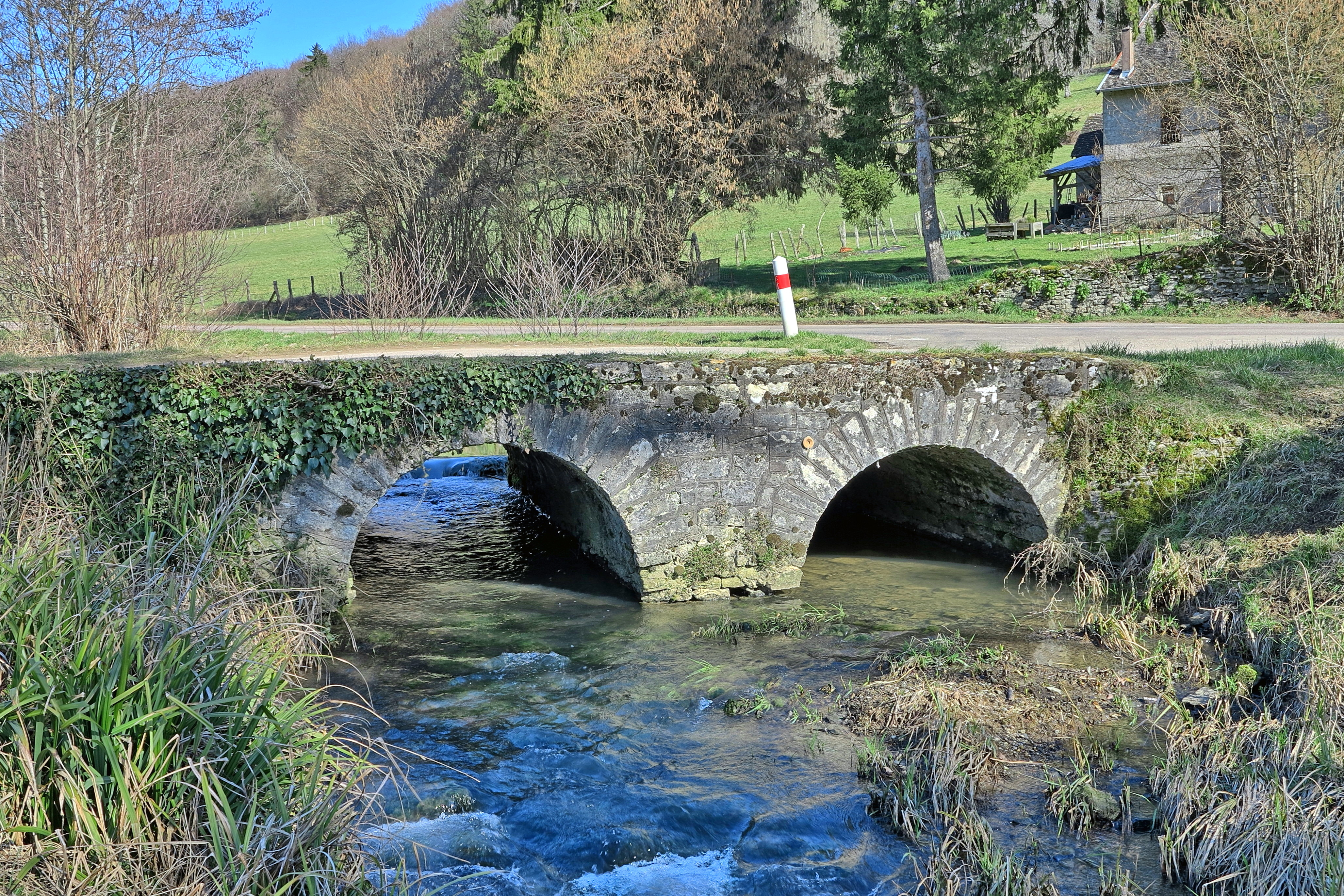
Le pont sur la Buthiers.

### Héraldique
| Blason de Sorans-lès-Breurey | Blason  | De sable à trois éperons d'argent les molettes en bas.             |
| Blason de Sorans-lès-Breurey | Détails | Armes des Rosières, marquis de Sorans. Adopté par la municipalité. |